# A tutte le auto della polizia (serie televisiva)

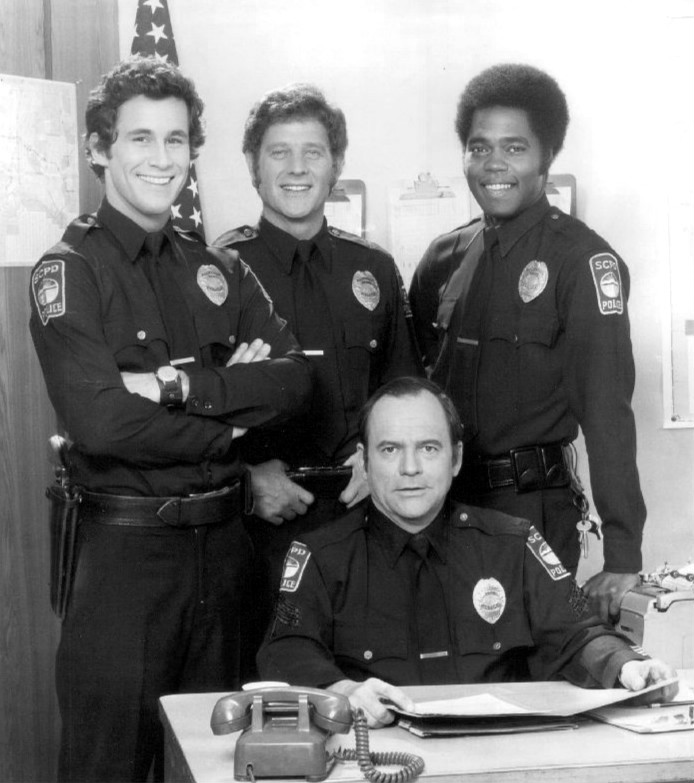
Il cast. In piedi, da sinistra: Michael Ontkean (Willie Gillis), Sam Melville (Mike Danko), Georg Stanford Brown (Terry Webster). Seduto: Gerald S. O'Loughlin (Eddie Ryker).

A tutte le auto della polizia (The Rookies) è una serie televisiva statunitense di genere poliziesco trasmessa dall'ABC per 4 stagioni dal 1972 al 1976. La serie è andata in onda in Italia alla fine degli anni settanta sulle tv locali. All'inizio degli anni ottanta, è stata ritrasmessa sulle tv locali legate al circuito Euro TV con il titolo di Codice Tre - Squadra Speciale Rookies per le stagioni 1 e 2 e col titolo originale americano per le stagioni 3-4.

## Trama
La serie narra le vicende di alcune reclute della polizia (tra cui Willie Gillis, Terry Webster e Mike Danko) addestrati dal tenente Ed Ryker.

## Personaggi e interpreti

### Personaggi principali
- Terry Webster (stagioni 1-4), interpretato da Georg Stanford Brown.
- Mike Danko (stagioni 1-4), interpretato da Sam Melville.
- Jill Danko  (stagioni 1-4), interpretato da Kate Jackson.
- Tenente Ed Ryker (stagioni 1-4), interpretato da Gerald S. O'Loughlin.
- Willie Gillis (stagioni 1-2), interpretato da Michael Ontkean.
- Chris Owens (stagioni 3-4), interpretato da Bruce Fairbairn.

### Personaggi secondari
- Buzz (stagioni 1-3), interpretato da Jared Martin.
- Amy Kennedy (stagioni 2-4), interpretato da Tyne Daly.
- Sergente Older  (stagione 2), interpretato da Robert Harland.
- Marge Johnson (stagioni 2-3), interpretato da Mitzi Hoag.
- Joni (stagioni 1-3), interpretato da Terry Lumley.
- Bernard Amazeen (stagioni 1-3), interpretato da Mark Slade.
- Fave Karcher (stagioni 1-2), interpretato da Hank Brandt.
- Jobina (stagioni 1-2), interpretato da Darleen Carr.
- Marlow (stagioni 1-2), interpretato da Ron Stokes.
- Audrey Tyson (stagioni 2-4), interpretato da Sally Carter-Ihnat.
- Ben Kendall (stagioni 2-3), interpretato da Anthony Eisley.
- Joey (stagioni 2-3), interpretato da Robert Walden.
- Capitano Fin Whitfield (stagione 2), interpretato da Bill Williams.
- Frank Larabee (stagione 3), interpretato da Antony Carbone.
- Sergeant Pilar (stagione 3), interpretato da Frank Lugo.
- Benny (stagione 1), interpretato da Hilly Hicks.
- Billy (stagioni 2-3), interpretato da Eric Laneuville.
- Cain (stagione 1), interpretato da Logan Ramsey.
- Colby (stagioni 2-3), interpretato da Woodrow Parfrey.
- Mrs. Culpepper (stagione 1), interpretato da Virginia Capers.
- Jericho (stagioni 1-3), interpretato da Damu King.
- Marly Walker (stagioni 1-3), interpretato da Margaret Avery.

## Episodi
| Stagione         | Episodi | Prima TV USA | Prima TV Italia |
| ---------------- | ------- | ------------ | --------------- |
| Prima stagione   | 23      | 1972-1973    |                 |
| Seconda stagione | 23      | 1973-1974    |                 |
| Terza stagione   | 23      | 1974-1975    |                 |
| Quarta stagione  | 23      | 1975-1976    |                 |

## Guest-star
Nel corso delle stagioni si sono alternate numerose guest star, tra cui Louis Gossett Jr., Don Johnson, Nick Nolte, Stefanie Powers, William Shatner, David Soul, Sissy Spacek, John Travolta e James Woods. L'attore Bert Remsen ha lavorato per la serie nella veste di "casting director" (stagione 1) e "casting supervisor" (stagione 2).